# Bañado del Palmar
El Bañado del Palmar es un pequeño curso de agua uruguayo ubicado en el departamento de Treinta y Tres perteneciente a la cuenca hidrográfica de la laguna Merín.
Nace en la cuchilla de Cerro Largo y desemboca en el río Tacuarí, en la zona de Costas del Tacuarí.